# Flughafen Montreal-Mirabel

i7
i11
i13
Der Flughafen Montreal-Mirabel (französisch Aéroport International Montréal-Mirabel, IATA: YMX, ICAO: CYMX, englisch Montreal-Mirabel International Airport, Kurzbezeichnung: „Mirabel“) ist nach dem Flughafen Montréal-Trudeau (Kurzbezeichnung: „Dorval“) der zweite große Flughafen von Montréal. Er liegt etwa 55 km nordwestlich des Stadtzentrums. Gemessen an der Fläche wurde er als damals größter Flughafen der Welt geplant. Bei knapp 200.000 Passagieren pro Jahr zählt er allerdings im Personenverkehr zu den unbedeutenden internationalen Flughäfen. Er wird heute hauptsächlich für den Frachtverkehr genutzt. Die Geschichte des Flughafens gilt als Beispiel für eine verfehlte Infrastrukturplanung und Verschwendung von Steuergeldern.

## Die Bauphase
In den 1960er Jahren erlebte Montréal einen starken wirtschaftlichen Aufschwung. Die Weltausstellung 1967 sowie die Olympischen Sommerspiele 1976 waren Zeichen dieser optimistischen Entwicklung. Der stadtnahe bisherige Dorval erschien angesichts der damaligen Perspektiven zu klein und nicht mehr ausbaufähig. Man beschloss daher, einen neuen Flughafen zu bauen, der über ausreichende Reserven für die Zukunft verfügt.
Unter verschiedenen Alternativen entschied man sich 1969 für einen Standort im Nordwesten von Montréal in der Gemeinde Sainte-Scholastique. Insgesamt wurde eine riesige Fläche von 392 km² der Planung zugrunde gelegt, dies ist mehr als die gesamte Fläche der Stadt Montreal.

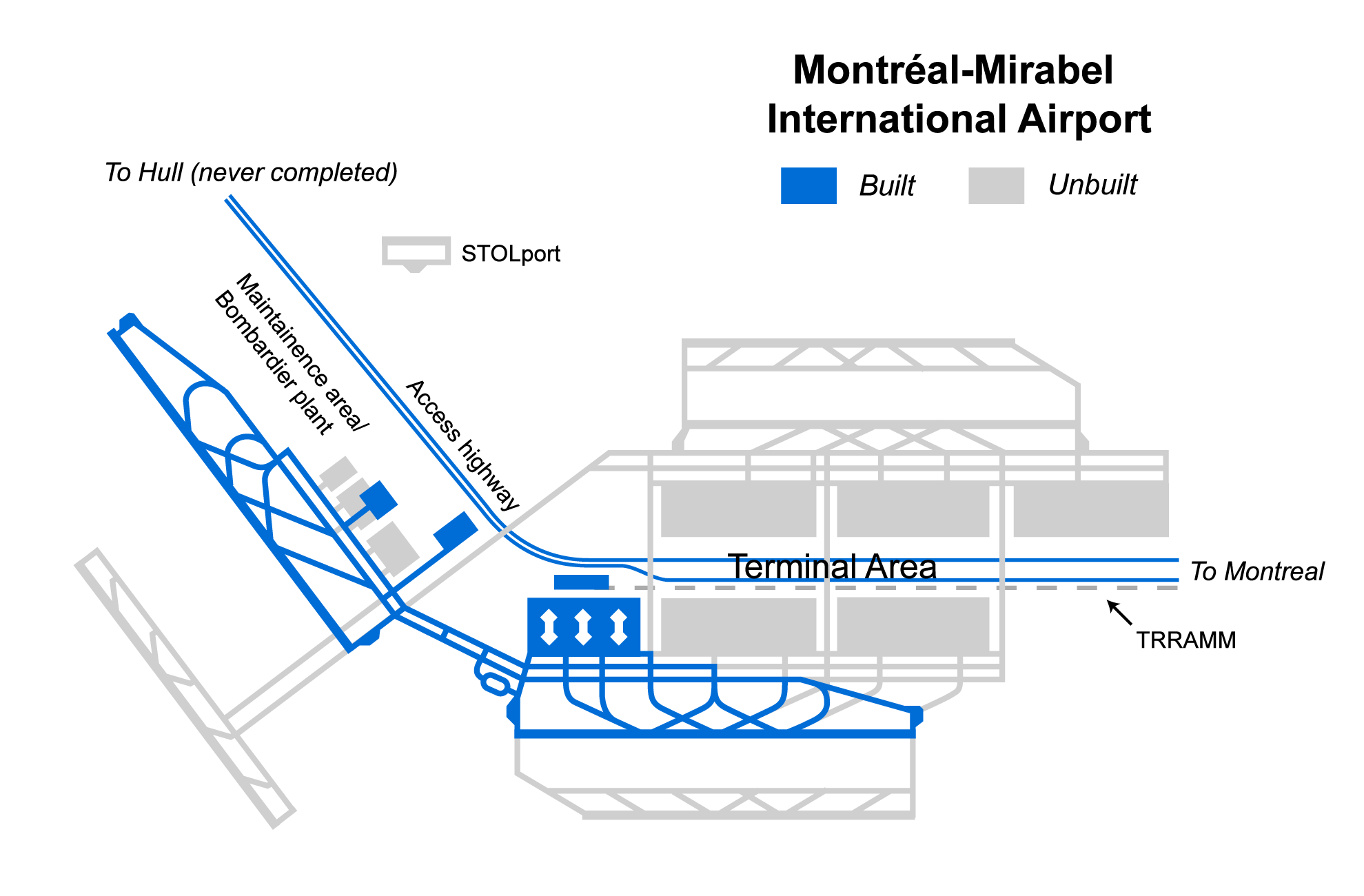
Plan des Flughafens mit den geplanten und tatsächlich realisierten Bauten

Mehrere Autobahnen und eine Hochgeschwindigkeitsbahn mit dem Namen TRRAMM (Transport Rapide Régional Aéroportuaire Montréal-Mirabel, französisch für: „Regionaler Flughafenschnellverkehr Montréal-Mirabel“) sollten die Verbindung zur Stadt sowie zum Umland herstellen. Im Endausbau waren sechs Start- und Landebahnen sowie sechs Terminalgebäude vorgesehen; im Vergleich dazu verfügt der Flughafen Atlanta, der derzeitige weltweite Spitzenreiter gemessen am Passagieraufkommen, bisher nur über fünf Bahnen. Die Bauarbeiten zur ersten Ausbaustufe begannen im Juni 1970. Eröffnet wurde der Flughafen am 29. November 1975, wenige Monate vor Beginn der Olympischen Sommerspiele. Alle 23 internationalen Fluggesellschaften mussten damals ihre Flüge nach Mirabel verlegen, nachdem festgelegt worden war, dass alle internationalen Flüge in Mirabel abgewickelt werden und der alte Flughafen Dorval nur noch für nationale sowie grenznahe US-Flüge benutzt werden durfte. Man beabsichtigte, den Flughafen Dorval Mitte der 1980er Jahre ganz zu schließen. Der Bau und die Nutzungsvorschriften dieses Flughafens wurden maßgeblich vom Premierminister Pierre Elliott Trudeau durchgesetzt, ebenso wie die geplante Schließung des Flughafens Dorval. Ironischerweise wurde dieser im Jahr 2004 ausgerechnet nach Trudeau benannt, nach dessen Willen es den Flughafen längst nicht mehr hätte geben sollen.

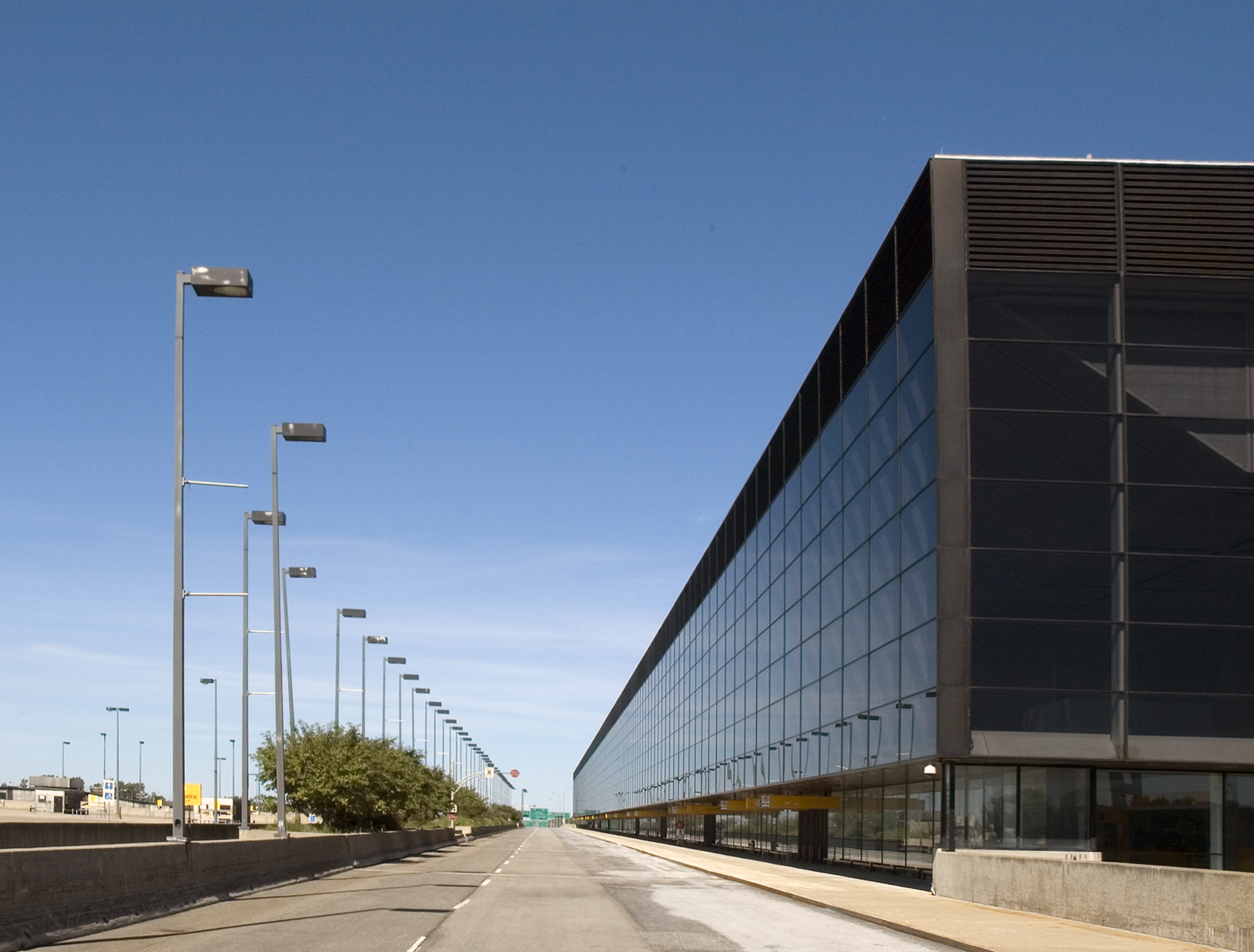
Verwaistes Terminalgebäude

## Der Niedergang
Die Wirklichkeit verlief jedoch anders. Dies hatte mehrere Ursachen:
- Ab den 1980er Jahren entwickelte sich die bisher als Rivalin angesehene Region um Toronto zum dominierenden wirtschaftlichen Zentrum im Osten von Kanada. Die Zeit der wirtschaftlichen Blüte der Stadt Montréal war vorbei. Viele internationale Fluggesellschaften strichen Montréal aus ihren Flugplänen und konzentrierten sich auf Toronto als alleiniges Ziel im Osten Kanadas.
- Die stadtferne Lage des Flughafens machte den Flughafen bei Reisenden und erst recht im Fall von Umsteigeflügen über Dorval unbeliebt. Die ursprünglich geplante schnelle Zugverbindung wurde nie realisiert und auch die Autobahnverbindungen wurden nur teilweise gebaut.
- Die Reichweite von modernen Langstrecken-Flugzeugen vergrößerte sich, so dass Transatlantikflüge ohne Zwischenlandung zum Betanken von fast jeder Großstadt in Nordamerika zu den wichtigen Zentren in Europa möglich wurden.
- Die Lärmemissionen der Flugzeuge nahmen ab, so dass die Bevölkerung um den Flughafen Dorval nicht mehr so stark auf eine Schließung des alten Flughafens drängte.

1982 verabschiedete sich die Regierung offiziell von der ursprünglichen Planung. Der Flughafen wurde über die erste Ausbaustufe hinaus nie weitergebaut. Im Jahr 2000 wurde dann beschlossen, den alten Flughafen Dorval zu modernisieren und zu erweitern.

## Mirabel heute
Die Verpflichtung, im internationalen Verkehr nur Mirabel anzufliegen, wurde 1997 aufgehoben. Als letzte Fluggesellschaft stellte Air Transat 2004 den Passagierverkehr in Mirabel ein. Das Terminalgebäude für Passagiere steht seitdem leer und diente in mehreren Filmen wie Terminal und Warm Bodies als spektakuläre Kulisse. Pläne, unter dem Namen Rêveport de Mirabel (bzw. Mirabel AeroDream auf Englisch) aus dem Terminal einen Freizeit-Themenpark zu machen, wurden nicht verwirklicht.
Auf dem ungenutzten Vorfeld des Terminals wurde eine Autorennbahn (Circuit ICAR) angelegt.
Im Mai 2014 kündigte die Flughafengesellschaft den Abriss des leerstehenden Terminals an, da der Unterhalt wirtschaftlich nicht mehr sinnvoll sei.
Ein Teil der riesigen Grundstücksflächen wird an Gewerbetreibende und als landwirtschaftliche Flächen wieder verkauft oder verpachtet. Die Landebahnen werden gerne für Schulungs- und Erprobungsflüge genutzt. Nach einem Rückgang auf 25.400 Flugbewegungen im Jahr 2007 hat sich die Zahl inzwischen wieder gesteigert, im Jahr 2018 waren es 72.000.
Wirtschaftliche Bedeutung hat Mirabel heute nur noch für Frachtflüge. DHL, UPS Airlines, FedEx und andere benutzen den Flughafen als Fracht-Drehkreuz bzw. Zielort. Es gibt allerdings auch lokale Stimmen, die darauf hinweisen, dass die Ausbaumöglichkeiten von Dorval begrenzt seien und Mirabel wieder zu reaktivieren wäre.
Mirabel ist auch ein Produktionsstandort des Flugzeugherstellers Airbus Canada, der hier den Airbus A220 herstellt (ursprünglich von Bombardier Aerospace als CSeries entwickelt), sowie des Triebwerkbauers Pratt & Whitney Canada, der verschiedene Triebwerke für Flugzeuge produziert.
Der Flughafen ist immer noch ein Platz des National Airports Systems und befindet sich weiterhin im Eigentum von Transport Canada. Betrieben wird er von „Aéroports de Montréal“.